# ۴۲ بزغاله
۴۲ بزغاله یک ستاره است که در صورت فلکی بزغاله قرار دارد.